# Lista de stareți ai Mănăstirii Cheia
| Prima perioadă: 1770 - 1777       |                             |                                                               |
|                                   | ...                         |                                                               |
| Secolul al XVIII-lea              | Atanasie                    | Ieromonah                                                     |
|                                   | ...                         |                                                               |
| A doua perioadă: 1790 - 1832/1835 |                             |                                                               |
|                                   | ...                         |                                                               |
| după 1820                         | Dometie                     |                                                               |
| între 1820 și 1830                | Ștefan                      |                                                               |
| înainte de 1830                   | Dorotei                     |                                                               |
|                                   | ...                         |                                                               |
| A treia perioadă: din 1835        |                             |                                                               |
| 1834 - 1874                       | Damaschin Bârsan            | Iero-schimonah                                                |
| 1875 - 1879                       | Doroftei Constantinescu     |                                                               |
| 1879 - 1884                       | Ignatie Ionescu             |                                                               |
| 1884 - 1887                       | loil Anghel                 | Arhimandrit                                                   |
| 1887 - 1908                       | Visarion Mihăescu           | Arhimandrit                                                   |
| 1909 - 1934                       | Grigorie Munteanu-Georgescu | Arhimandrit                                                   |
| 1934 - 1947                       | Ghenadie Diaconescu         | Arhimandrit                                                   |
| 1947 - 1948                       | Ieronim Motoc               |                                                               |
| 1948                              | Grigore Băbuș               |                                                               |
| 1948 - 1950                       | Gherasim Negulescu          |                                                               |
| 1950 - 1951                       | lezechil Preda              |                                                               |
| 1951 - 1965                       | Emilian Andrei              | Ierodiacon                                                    |
| 1967 - 1971                       | Arsenie Papacioc            | Protosinghel                                                  |
| 1971 - 1979                       | Teoctist Zamfir             | Protosinghel                                                  |
| 1979 - 1982                       | Dorotei Tudorache           | Ieromonah                                                     |
| 1982 - 1991                       | Iustin Marchiș              | Ieromonah, stareț al mănăstirii Stavropoleos (1991 - prezent) |
| 1991 - prezent                    | Damian Toderița             | Ieromonah                                                     |